# Basilica di San Francesco (Buenos Aires)
La basilica di San Francesco d'Assisi (in spagnolo: Basílica de San Francisco) è un edificio di culto cattolico dello storico barrio di Monserrat, a Buenos Aires. La chiesa è sede dell'omonima parrocchia dell'arcidiocesi di Buenos Aires.

## Storia
Quando pianificò la città di Santa Maria del Buen Ayre Juan de Garay stabilì che sull'isolato compreso tra le attuali Defensa, Balcarce, Adolfo Alsina e Moreno si costruisse un convento francescano. Una prima chiesa, realizzata in legno, fu costruita tra il 1580 ed il 1594.
L'attuale edificio fu progettato dall'architetto gesuita d'origine italiana Andrea Bianchi e realizzato tra il 1731 ed il 1754. A causa di una voluminosa crepa apertasi nella navata l'edificio fu chiuso circa quindici anni dopo. Consacrata ufficialmente il 28 settembre 1783, fu quindi riaperta al culto. Il 14 dicembre 1807 la facciata crollò e l'allora viceré Santiago de Liniers incaricò l'architetto Tomás Toribio della ricostruzione che iniziò tre anni dopo. Il 1º dicembre 1828 nel cortile antistante la chiesa di San Francesco e la cappella di San Rocco si riunì una folla che nominò nuovo governatore di Buenos Aires Juan Lavalle al posto di Manuel Dorrego, fatto fucilare qualche settimana dopo proprio dallo stesso Lavalle.
Tra il 1907 ed il 1911 la facciata fu completamente rifratta in stile neobarocco su progetto dell'architetto tedesco Ernst Sackmann. L'8 gennaio 1919 papa Benedetto XV elevò la chiesa di San Francesco al rango di basilica minore.
Nel 1942 la chiesa e la cappella di San Rocco furono dichiarate Monumento Storico Nazionale. Il 16 giugno 1955 una folla di manifestanti peronisti devastò e saccheggiò le chiese e i conventi del centro di Buenos Aires per vendicare i morti del bombardamento occorso nella giornata stessa su plaza de Mayo. La basilica di San Francesco subì danni gravissimi, in particolare l'interno fu dato alle fiamme e tutti gli arredi ed il mobilio andarono distrutti. L'edificio risultò così danneggiato da poter essere riaperto al culto solamente nel 1963.

## Descrizione
La facciata, in stile neobarocco, presenta un unico portale con frontespizio arcuato. Ai lati si stagliano le due torri campanarie sormontate ciascuna da un cupolino a cipolla. La parte centrale della facciata è sormontata da un gruppo scultoreo realizzato nel 1910 con San Francesco d'Assisi insieme Giotto, Dante Alighieri e Cristoforo Colombo.
La chiesa presenta una navata unica allungata sormontata da una serie di volte a vela. Il presbiterio rettangolare è sormontato da una cupola sorretta da un tamburo ottagonale.